# Ristagno idrico
Il ristagno idrico è un fenomeno per cui l'acqua proveniente da piogge, irrigazioni, tracimazioni, apporti di falda, staziona sulla superficie del terreno, sommergendolo, oppure occupa più o meno completamente gli spazi vuoti del terreno sottraendoli all'aria.

## Riflessi agronomici
Fatta eccezione per le colture idrofite, come ad esempio il riso, il ristagno prolungato è da ritenersi un fenomeno negativo dal punto di vista agronomico:
- ostacola il regolare apporto di ossigeno alle radici causandone la morte per asfissia radicale;
- predispone le piante ad attacchi parassitari da parte di agenti di marciume radicale o basale;
- deprime i processi ossidativi fondamentali nel ciclo di alcuni elementi nutritivi (in particolare l'azoto e lo zolfo);
- facilita i processi riduttivi dannosi perché comportano perdite di azoto per denitrificazione e accumulo di composti tossici come i solfuri, i solfiti, stati ridotti del manganese, ecc.;
- accentua le perdite per dilavamento degli elementi nutritivi mobili, in particolare l'azoto;
- peggiora la struttura causando la dispersione dei colloidi e la disgregazione degli aggregati strutturali,
- rende impraticabile il terreno impedendo l'accesso a mezzi e persone per la pratica delle operazioni colturali.

## Ristagno superficiale
Il ristagno superficiale si verifica quando la velocità d'infiltrazione nel terreno è inferiore all'intensità di pioggia o alla portata dell'acqua, che tracima in un terreno e la superficie non è dotata di un'adeguata pendenza necessaria per smaltire l'acqua in eccesso con il deflusso superficiale.
Le cause del ristagno superficiale possono risiedere nell'eccezionale volume d'acqua che arriva nell'unità di tempo oppure nella bassa permeabilità del terreno, quest'ultima dovuta a condizioni strutturali non favorevoli (eccessiva microporosità). In entrambi i casi, che possono essere concomitanti, il ristagno può avere un carattere di temporaneità, mentre diventa problematico se tende a ripetersi con frequenza o a prolungarsi nel tempo. In generale, un ristagno superficiale di poche ore, come evento sporadico, non desta preoccupazioni, mentre ha ripercussioni più o meno gravi, secondo la sensibilità della coltura e le proprietà fisico-meccaniche del terreno, se si prolunga per più giorni o se si ripete con una certa frequenza.

## Ristagno sottosuperficiale
Il ristagno sottosuperficiale si verifica quando l'acqua permane per un tempo più o meno prolungato negli strati superficiali del terreno (in generale nei primi 40–50 cm) occupando anche i macropori, che in condizioni ottimali sono occupati dall'aria.
Le cause del ristagno sottosuperficiale sono essenzialmente ricondotte a due contesti differenti:
1. Il terreno giace su una falda freatica superficiale. In questo caso il ristagno è dovuto ad una condizione permanente o stagionale di natura idrogeologica.
2. Il terreno ha una bassa porosità e, soprattutto, un rapporto fra macropori e micropori sbilanciato verso la microporosità. In questo caso il ristagno è dovuto ad una condizione temporanea, più o meno prolungata, di natura pedoclimatica: infatti si verifica per lo più a seguito di piogge abbondanti in terreni a tessitura fine o finissima eventualmente mal strutturati.

## Effetti del ristagno sulle piante
Le piante mostrano sensibilità diverse al ristagno in relazione soprattutto alla specie e allo stadio vegetativo. In generale sono indifferenti le piante igrofite, che possono anzi trarre vantaggio, sono moderatamente tolleranti le piante mesofite, sono particolarmente sensibili le piante xerofite. Nell'ambito della stessa specie il ristagno fa sentire i suoi effetti soprattutto in piena attività vegetativa: ad esempio, il melo è in grado di resistere a ristagni prolungati durante i mesi invernali perché è in riposo vegetativo, mentre diventa molto più sensibile durante l'attività vegetativa.
In generale il ristagno provoca una riduzione dell'attività respiratoria delle radici, a causa della minore disponibilità di ossigeno. Questa condizione può portare a conseguenze drastiche, come l'asfissia radicale, fino alla morte delle piante, oppure ad un progressivo deperimento in quanto la nutrizione minerale diminuisce o si arresta con conseguente arresto dell'accrescimento.
Molte piante tendono ad emettere nuove radici più superficiali o radici avventizie dal colletto. Lo sviluppo di un apparato radicale superficiale può essere deleterio in quanto viene meno la funzione di ancoraggio ma, soprattutto, le piante sono meno resistenti ad eventuali periodi siccitosi che fanno seguito al ristagno.

## Mezzi di difesa
I mezzi di difesa dal ristagno si compongono di due tipi: da un lato devono essere rimosse o corrette le cause che predispongono i terreni al ristagno, da un altro si adottano soluzioni che accelerano lo sgrondo dell'acqua in eccesso.
Rientra fra le soluzioni del primo tipo la sistemazione superficiale dei terreni in piano: la predisposizione di baulature e scoline nei terreni argillosi favorisce il deflusso superficiale dell'acqua evitando che nel terreno s'infiltrino quantitativi elevati d'acqua che poi sarà smaltita con difficoltà. In questo caso l'acqua che non s'infiltra nel terreno defluisce lungo la superficie, grazie alla pendenza formata dalla baulatura, e si raccoglie nelle scoline.
Nella progettazione, oltre al calcolo del coefficiente udometrico (l/s .Ha), si adottano pendenze idonee anche ad evitare erosione per il ruscellamento dell'acqua di piogge intense.
Rientra fra le soluzioni del secondo tipo il drenaggio sottosuperficiale: (o sotterranea) presenza di una rete sotterranea di condotti emungenti (ossia con potenziale zero) che fa in modo che l'acqua defluisca più velocemente verso i dreni (solitamente tubi in PVC fessurato lisci o corrugati), la cui pendenza è regolata con quella dei collettori (non forati).
Per il buon funzionamento della rete di drenaggio è necessaria un'accurata determinazione della conducibilità idrica
Gli apprestamenti di difesa contro i ristagni sono realizzabili a livello aziendale e a livello comprensoriale. Nel primo caso le tecniche e le opere sono di competenza delle singole aziende. Rientrano in questo ambito le sistemazioni superficiali dei terreni, le reti drenanti, le affossature. Nel secondo caso le opere sono di competenza dei Consorzi di bonifica. Rientrano in questo ambito le opere di bonifica idraulica come gli argini, gli sbarramenti, i canali di bonifica, le idrovore.